# 베르너 브라우네
카를 루돌프 베르너 브라우네(독일어: Karl Rudolf Werner Braune, 1909년 4월 11일 ~ 1951년 6월 2일)는 나치 독일의 친위대원이자 아인자츠그루펜의 지휘관이다. 

## 생애
1909년에 태어난 브라우네는 김나지움을 졸업하고 예나, 본, 뮌헨 대학교에서 법학을 공부했다. 1931년 나치당에 입당한 브라우네는 돌격대에도 가입하였다. 1934년 친위대로 이적하면서 국가보안국과 게슈타포에서 활동했다. 1941년 10월부터 1942년 9월까지 오토 올렌도르프가 맡고있는 아인자츠그루펜 D의 특수부대 11b의 지휘관을 지냈다. 그의 부대는 크림 반도에서 수많은 유대인들을 학살하였고 브라우네는 9월 할레로 돌아왔다. 1945년 브라우네는 SD 지휘관으로 노르웨이에 파견되었다. 전후 브라우네는 뉘른베르크 특수작전집단 재판에 회부되어 1948년 4월 10일 사형을 선고받고, 1951년 6월 7일 교수형에 처해졌다.